# 危険物てぃらてぃら
危険物てぃらてぃら（きけんぶつてぃらてぃら）は、ホリプロコムに所属していた日本のお笑いコンビ。

## メンバー
早川 知里（はやかわ ちさと、1990年4月17日（34歳） -）ツッコミ担当（自ら「文句言い担当」とも）。
- 身長162cm、血液型O型。両利き[2]。
- 高知県高知市出身[3]。
- 高知学芸高等学校卒業[4]、武蔵野美術大学卒業。
- ワタナベコメディスクール（WCS）18期出身（2013年4月入学、2014年3月卒業。相方・ちなていの4期後輩にあたる）[3][5]。
- 関西弁
- 愛称は「はやぴー」。一人称は「早川」または「わし」と呼ぶ[6]。
- 好物はラーメン[6]。
- 虫は見るのも触るのも無理なほど苦手[6]。
- 子供の頃から格闘技好き[7]。趣味はキックボクシング[6]。
- 中学・高校と6年間、部活はバドミントン部[8]。芸人バドミントン部のメンバーとしても活動している[9]。
- 特技は他に3Dアート、新聞チラシ入れ。
- 心理学検定特1級の資格を持つ[1]。
- 女芸人野球チーム『ミラクルキッシーズ』のメンバーでもあったが、2017年1月13日にチームを離れたことを報告[10]。
- 実父はホテル従業員[1]。兄が居る[11]。
- かつてはコンビ『きゃるんきゃるん』として活動[12]。
- 2018年結婚[13]。2018年末頃から産休に入っており、2019年中に出産、同年5月までに復帰[14]。
- 2020年5月頃からものまねを始め、これまで白鳥久美子（たんぽぽ）[15]、足立梨花[16]、ファーストサマーウイカ[17]、野中生萌（スポーツクライマー）[18]、ヒコロヒーなどレパートリーを増やしている[19]。また同じ事務所所属のものまねタレントのきのこちゃんと組んでのものまねレパートリーには、ハイヒール（早川はリンゴ役）[19]、　今いくよ・くるよ（早川はいくよ役）[20]がある。なお、ハイヒールのものまねについては主に顔マネで、声が似ていなかったということからサイレントて演じることが多い[21]。
- 2020年7月からホリ、河口こうへい、メルヘン須長、沙羅、ジャッキーちゃんらが入っている『ホリプロコムものまね軍団』に第二期メンバーとして加入[22]。

ちなてい（本名:柳澤 千夏〈やなぎさわ ちなつ〉1991年6月15日（33歳） -）ボケ担当。前コンビ『ジョセイクラス』ではツッコミだったが、「危険物てぃらてぃら」結成後に転向。
- 身長158cm、血液型A型。
- 愛称は「ちな」「ちなてい」「天使」
- 天使歴＝年齢
- かつては柳澤ちなていの芸名で活動[24]。
- 埼玉県さいたま市出身[25]。
- 埼玉県立大宮中央高等学校出身[25]。2012年3月に高校卒業、20歳まで高校生だった[26]。
- 弟が居る[27]。
- ワタナベコメディスクール14期出身（2011年4月入学、2012年3月卒業）[28]。
- 2011年6月10日から2013年1月までコンビ『きのこ〜ん』として活動。当時の相方は山本エリイ[29]。
- 2013年1月からコンビ『ジョセイクラス』を結成[30]。当時の相方は雨宮シオリ犬（現・プロダクションHIT所属[31]、尾米タケル之一座座員[32]）。ジョセイクラスでの初舞台は、2013年2月25日のライブ『困ってる人々ライブ』(東京・新宿バイタス）。なお、当時コンビ名はまだ決まっていなかった[33]。ジョセイクラスのネタには『しおりなぞなぞ』[34]『動物クイズ』[35]『演技力』[36]『英語の歌』[37]などがあった。ジョセイクラスは2014年12月解散[24]。
- 趣味は絵やポエムを書くこと。
- 特技は大食い。YouTubeの『女芸人危険物てぃらてぃらのやってみ探偵!』の企画「お寿司を何貫食べられるのかをやってみた」では、相方・早川が20貫で終わったのに対して110貫と大差をつけた[38]。2018年4月17日放送の『ウチのガヤがすみません!』（日本テレビ）では「30分以内につけ麺2kg完食対決」に挑戦し、瞳ちゃん（元キッチンパーク）と共に大食い女芸人No.1となった[39]。続く2018年5月29日放送の「わんこそば大食いレース」にも挑戦し、優勝した[40]。また、2020年7月31日放送の『ウワサのお客さま』（フジテレビ）にてちなていが牛角の“ウワサのお客さま”として出演（早川と一緒に来店）した時に、37人前を完食した[41]。その『ウワサのお客さま』の中で「川島海荷にチョイ似」と紹介されたことがある[41]。
- 失恋をきっかけに、3カ月で30kgダイエットした[28][39]。
- 芸人仲間で組んだバンド『メモリーズ』のボーカルだった[42]。
- ヲタルのバックダンサー（SGC）のメンバーでもある[43]。
- 内山信二に似ているのをいじられることがある[44]。
- ちなてい、「ぃ」ではなく「い」が正しい（読みは「ちなてぃ」）。理由は大食いで胃が大きいから。恐らく後付。
- 蒙古タンメン好きである
- 昔パパが船長だったのでクリオネを飼っていたことがある

## 略歴・概説
2015年1月6日結成。コンビ名の「てぃらてぃら」とはきゃりーぱみゅぱみゅのような、意味はないが色々な意味を連想させてつい言いたくなるような言葉や擬音、そしてこの世にないような言葉が好きなのでこういう名前を名付けたいとしてお互いの見た目を擬音で表現して言い合い、早川から見た柳澤の擬音的表現から由来する。『てぃらてぃら』だけでは女子っぽいということで漢字の言葉を入れようということでかわいすぎる名前はつけたくないと考え、逆に刺々しい印象として思いついた「危険物」を付け足した。なお、他に挙がった言葉には、漢字の言葉は「原材料」「原産物」「土足厳禁」、擬音では「ギャンギャン」「ガンガン」「バリバリ」「ボリボリ」（以上、早川を見た表現）「ほわほわ」「ぬくぬく」（以上、ちなていを見た表現）「まふまふ」、「人参しりしり」などというものがあった。コンビ名を付けた当時のちなていは「これがベストなのか?」という感覚を抱えたままだった一方、早川は「すごくしっくり来て震えあがった」と話しており、周りからも「コンビ名が過激すぎる」「男性コンビかと思った」「コンビ名でハードル上げすぎ」「人間性もネタも全然危険物じゃない」「覚えやすい」「攻めている」など賛否両方の意見をもらったことがあったという。
結成当初は他事務所に所属していたが、2018年9月にホリプロコムへ移籍。
女芸人No.1決定戦 THE Wでは、2017年の第1回大会での初日（2017年10月13日）にてエントリーナンバー1として当大会で最初にネタを披露した芸人だった。
ネタは漫才が多いが、コントを演じたこともある。
テレビなどではそれぞれの特技を活かし、早川は物真似で、ちなていは大食いで個々で出演することも多い。
2023年12月9日開催の事務所ライブ『HORIPRO COM LIVE -SILVER- Vol.8』（東京・新宿バティオス）出演を以て解散。ちなていはピンで芸人活動を続行、早川は子育て専念などの理由で芸人を引退する。

## 出演

### テレビ
- オモハラTV（TOKYO MX）- ちなていのみ
- 村上マヨネーズのツッコませて頂きます!（関西テレビ放送、フジテレビ系）
- 原宿ドラゴン（TOKYO MX）- 2015年7月11日・7月18日、ちなていのみ[53]
- 『ぷっ』すま（テレビ朝日）- 2017年3月17日深夜、早川のみ
- 真夜中のおバカ騒ぎ!（千葉テレビ放送、TOKYO MX）- 2017年9月「原口の穴」、ちなていのみ
- ウチのガヤがすみません!（日本テレビ）- 2018年4月17日、2018年5月29日
- 大食い女王決定戦（テレビ東京）
  - 大食い女王決定戦2018 東京予選 - 2018年9月13日、9月17日　ちなていのみ[54]
  - 最強大食い女王決定戦2021 - 2021年7月23日、ちなていのみ[55]
- 本当にあった! スルーできない既読バナシ（テレビ東京）- 2019年7月11日、ちなていのみ再現VTR出演[56]
- Live News it!（フジテレビ）- 2019年12月5日、ちなていのみ「アレコレト!」コーナーVTR出演[57]
- デカ盛り道場破り（テレビ東京）- 2020年3月6日、ちなていのみ[58]
- オスカル!はなきんリサーチ（テレビ朝日）- 2020年7月24日深夜
- ウワサのお客さま（フジテレビ）- 2020年7月31日（コンビで出演）、2020年10月2日（ちなていのみ）
- ヒルナンデス!（日本テレビ）- 2020年8月11日「夏休み企画曜日横断ものまねバトル」、早川のみ
- 音が出たら負け（日本テレビ）- 2020年8月14日、ちなていのみ
- デカ盛りハンター（テレビ東京）- 2021年2月5日[59]、2021年3月12日[60]、2021年4月20日、2022年10月7日、2023年7月23日、2023年10月1日　いずれもちなていのみ
- ホリプロコムものまね軍団オフィスDEライブ（千葉テレビ放送）- 2021年5月1日から、早川のみ「ホリプロコムものまね軍団」のメンバーとしてレギュラー出演
- ミクチャTV（千葉テレビ放送）- 2022年2月6日[61]
- 内村のツボる動画（テレビ東京）- 2022年4月12日[62]
- 行列ゲット1000人旅（TBS）
  - 2022年4月12日、ちなていのみ、高田ぽる子と一緒に「行列ゲッター旅人」として出演[63]。
  - 2022年8月26日、ちなていのみ、きのこちゃん、はっぴちゃん。と一緒に「行列ゲッター旅人」として出演[64]。
- ものまねグランプリ（日本テレビ）- 2022年10月24日、早川のみファーストサマーウイカのものまねで出演[65]。
- ぽかぽか（フジテレビ）- 2023年2月28日「芸人青田買い！火曜笑市」コーナーに早川のみきのこちゃんと一緒に出演、10秒間でサイレントによるハイヒールのものまねネタを披露[66]。
- ザ・細かすぎて伝わらないモノマネ（フジテレビ）- 2023年7月8日。早川のみきのこちゃんと一緒に出演し「テレビの音量が0でも伝わる（サイレント）ハイヒールの漫才」のものまねと、おかわりタイムでは「再生速度を2.5倍速で観た時のハイヒールの漫才」のものまねを披露[67]。
- あらびき団2023夏（TBS）- 2023年7月20日深夜。早川のみきのこちゃんと一緒に出演し「サイレントでハイヒールの漫才モノマネ」を披露[21]。

### ラジオ
- ひるどき情報ちば（NHK千葉放送局）- 2020年2月27日
- はみだし しゃべくりラジオ キックス（YBSラジオ） - 2020年3月18日「銀座8丁目しゃべくり劇場」コーナー出演

### Webテレビ
- 濱口兄弟（AbemaTV）- 2016年12月3日
- チーズボーイと危険物てぃらてぃらの危険なチーズ（ニコジョッキー）

### 舞台
- アイシタインセキ（2013年10月、池袋GEKIBA ちなていのみ）
- コルバタ主催『メロスを走らせろ』（2015年5月28日 - 31日、戸野廣浩司記念劇場　ちなていのみ）[68]

### 映画
- お尻をかむと煙が出る（2014年2月 ちなていのみ）- 早稲田大学芸術学校生徒による自主制作映画 2014年2月15日・16日に渋谷「UPLINK SHIBUYA」で上映
- ALL MY LOVE IS FOR YOU（2016年12月4日 八王子short film映画祭上映作品）[69]

### ライブ
- かわいい女と早川（vol.1は2017年1月23日 中野440スタジオにて、以後定期的に開催）

## 掲載
- 夕刊フジ 2016年4月26日「ジミーの親孝行娘」（早川のみ）